# 破刃之劍
《破刃之劍》為日本漫畫家吉永裕之介的作品，以及以其為原作的動畫、小說跨媒體製作作品。現於網路漫畫雜誌『COMIC流星』上連載中。於2018年10月單行本第16卷發售後，銷量突破360萬。

## 概要
起初為《月刊少年Blood》2006年10月號開始連載的作品，伴隨著該誌的休刊於2007年1月開始轉移到Yahoo!網路漫畫『FlexComix Blood』上連載。連載進度基本上為每月1話，但於2011年9月28日的54話後變為不定期連載，2012年2月8日的第55話公開後連載停止了半年，於7月25日移籍至蓋亞控股（現為Aplix IP控股）集團的G-mode有限公司營運的網路漫畫雜誌『COMIC流星』上再度開始連載。另外於2012年10月17日NICONICO靜畫所配信的『NICONICO流星』創刊準備號上，自第1話開始重新連載。
動畫化企劃於單行本第3卷發售時開始，正式發表則是在2009年7月8日（31話更新日）時，另外為了紀念劇場版動畫的公開，於2010年4月16日開始在『GA Graphic』網站上連載外傳小說《破刃之劍 -蒼月之絆-》。於2013年8月6日發售的文藝誌《DA VINCI》中發表了正在企畫中的第二次動畫化，於2014年2月2日正式發表將在4月播放以劇場版畫面進行重新剪輯與加入新畫面的電視動畫版，以及外傳OVA的製作企畫。
日文版單行本第1卷在片假名標題之下標示有英文標題『BREAK BLADE』，但從單行本第2卷開始就不再標示有英文標題，而在2013年4月開始，去除了標題中的半型空白變更為，自2014年4月開始的電視動畫版等作品也更改為同樣的標題。英、法、德文版單行本標題為『BROKEN BLADE』，而義大利文版為『BREAK BLADE』。中文版單行本則是英文標題『BREAK BLADE』，並在下方標示著中文標題『破刃之劍』。劇場版動畫標題是片假名標題併記著帶有「破爛的劍」的意思的『BROKEN BLADE』。
2014年4月6日TOKYO MX等日本電視台晚上深夜開始放送，為標別年代版本另稱《破刃之劍 (2014)》，主題歌也有做新的歌曲歌手更換與放送畫面也再次更新以HD畫質播出。

## 故事簡介
已無法從地底採取化石燃料的世界，克魯森大陸。人們為使萬物移動所「選擇」的動力能源，是寄宿在人們手中的「力量」。

從地底中所採取的「石英」，無論力量的強弱誰都可以對其下達命令，人們將這種力量稱之為「魔力」。

這樣的世界中「沒有魔力」的稀有者萊卡特，在某一天，受到了昔日的朋友同時也是現任國王的荷之爾召見，向王都前去的萊卡特將在那裡得知令人驚訝的事實……
過去一同學習，並建立起堅毅的友情的萊卡特、傑斯、荷之爾、西宮4人，將被戰亂的漩渦毫不留情的吞沒。

## 登場人物

### 克里修納王國
萊卡特·亞羅（Rygart Arrow，聲優：保志總一朗；陳彥鈞（台））
年齡：25歲
身高：174cm
身份：平民→二等重騎士→一等重騎士
本作主角，個性樂觀、大而化之，對人友善，很重視朋友，但感情方面極為遲鈍。
出身農家，和弟弟都是百萬人中只會出現一人的「無魔力者」，無法使用任何以石英韌帶為動力的事物，在幾乎所有人都擁有魔力的世界裡被嘲笑是「無能」。
其父始終不放棄特殊的他，期待能發生奇蹟，故不惜重金將他送去鄰國阿薩姆的國立士官學校就讀，成績始終不理想，甚至被朋友稱為「補考王」，後因家中經濟不支而退學返鄉。
官校時期認識了西宮·艾兒絲黛爾、傑斯和荷之爾，在學時被並稱為「問題學生四人組」，是唯一能在軍事大國總司令之弟（傑斯）和一國皇太子（荷之爾）的爭吵中擔任調停的人。
官校時期渾然不覺西宮對他的感情（事實上是故意裝做不知道逃走），多年後重逢與西宮的關係變得曖昧不明。在與波魯裘斯決戰前，從荷之爾身上聽到對西宮已經厭倦了，並揚言將亞帝爾斯趕走後若還能說出同樣的話就要將西宮奪來。
四年後應荷之爾之邀來到國都，偶然啟動埋於石英中、任何人都無法驅動的特殊魔動巨兵『帝爾鋒』，就此被捲入與亞帝爾斯的戰爭中，起初十分排斥，經歷多次震撼後下定決心，並進入軍隊體系，成為『帝爾鋒』的專屬駕駛，後編入特別游擊隊『第一獨立部隊』，初戰即展現驚人的戰果。
在故鄉與敵軍對陣時與同袍被俘，當敵軍指揮官波魯裘斯欲尋殺『帝爾鋒』的駕駛時，因戰友吉爾格頂替代死而倖存，並於雙方交換戰俘時返國，也因此對亞帝爾斯及波魯裘斯個人產生極深仇恨，後於亞帝爾斯軍侵略其國都時，成功奇襲擊殺波魯裘斯。
因是无能力者身分，并对此耿耿于怀。后被解除士兵身份，跟西宮‘私奔’中（本人暂时并不知情，只被西宮告之请假为其送行）。但旅程开始后不久，遇到阿萨姆王国王女雷德莉卡，放弃回乡行程。本与西宮一同回去，但西宮不想立即回去，就独自护送王女回皇都。为拯救独自留下后被亚帝尔斯联邦抓住的西宮，解决事件而驾驶古代机体前往蒂普卡尔城。
劇場版動畫後續劇情
當亞帝爾斯軍轉往他的故鄉勃固山時，因擔心弟弟而不顧隊長娜維的阻止，駕駛『帝爾鋒』獨自前往，但到達時亞帝爾斯軍已然屠村，極度混亂的他與敵軍指揮官波魯裘斯單挑後戰敗被俘，而後雖由娜維等人成功救回，卻旋即遭伊歐率領的亞帝爾斯軍別動隊奇襲，敵軍包圍下連同過熱停機的『帝爾鋒』一同被吉爾格踢下深谷。在王都防衛戰中與巴魯德的部隊趕回王都，再次與波魯裘斯單挑並擊殺，使其部隊敗退。
西宮·艾兒絲黛爾（Sigyn Erster，聲優：斎藤千和；林沛笭（台））
年齡：25歲
身高：158cm
身份：王妃
平民出身，個性冷淡、少見笑容，對親近之人極為關心。
金髮、皮膚白皙，標準的美女，深度近視且體力極差，生活習慣散漫（房間極亂）。
天才魔動技術士，在王宮研究機關擔任首席，在研發及多方面成就不小。
因其出身而深受國民愛戴，但因鮮少出面被謠傳塑造成「和藹可親的王妃」這樣的型像，實際上是個整天作研究，鈍感、冷淡的「瘋狂科學家」。
官校時期隸屬魔動工學女生部，時常多日不吃不喝窩在實驗室，於此時認識萊卡特等好友，並對萊卡特抱有好感，曾語帶暗示地向他訴說愛意，但萊卡特自始至終都未察覺，終於這份感情始終無法完整地傳達，畢業後與荷之爾結婚，與萊卡特重逢後關係變得十分曖昧。
事實上和荷之爾間的關係已經冷淡了（1個多月沒交談），荷之爾也將離婚協議書(?)交給了她，但西宮處於保留意見的狀態。
后已签下离婚协议书，和莱卡特‘私奔’。但旅程开始后不久，遇到阿萨姆王女被迫放弃旅程，本应与莱卡特一同回皇都，但因不想再面对荷之爾而留下。现被亚帝尔斯联盟抓住，用以胁迫克里修纳王国，在被杰斯枪决处死之前，由克雷歐和其母亲以及奶奶救出，目前在逃亡中。
對於研究『帝爾鋒』的構造大有貢獻，並為其開發多項專用裝備，在與亞帝爾斯戰況陷入膠著後致力於新機體的開發。
其名字由來為北歐神話中，詭計與欺騙之神Loki之妻女神Sigyn。
荷之爾（克里修納9世）（Hodr，聲優：中村悠一；林谷珍（台））
全名：荷之爾·貝格多·奇洛·梅苟·基·堤拉·佩塔爾·耶古札·傑約達
年齡：26歲
身高：193cm
身份：國王
身為王族卻性格坦率大方，深得臣民厚望，國政處理上也頗為用心。
就讀官校時認識萊卡特等好友，被萊卡特稱為「悶騷王子」，常因性格不合與傑斯爭吵，畢業後與西宮結婚，冷落西宮以保護她，已將離婚協議書交給西宮，目前不排除荷之爾是為了保護西宮而想與其離婚，以實現敵方的[條件]為前提。
繼承王位並非他的初衷，卻始終無法改變這個事實，因此對萊卡特的父親始終不放棄萊卡特的作為十分崇敬，更因此在就讀官校時常刻意不及格，成為國王後致力於使平民有機會擔當要職，也因意圖削弱貴族權勢而遭貴族發動內戰反抗，成功平定後使克里修納更為強盛。
其妹琳狄為鄰國歐藍德將軍凱因之妻。
與歐藍德軍聯合演習時一時不察，遭其暗中穿過國土進入鄰國阿薩姆介入政變，此事件被亞帝爾斯作為侵略的藉口，當亞帝爾斯逐步侵略，並提出條件招降時因立場問題考慮多時，與萊卡特對話後下定決心拒絕。
畢業多年後將萊卡特召至王都畢諾登，希望異於常人的他能對『帝爾鋒』的解謎有所貢獻，但卻意外地將其捲入戰爭中。
當亞帝爾斯軍襲擊勃固山附近的村落時，為派遣前往保護萊卡特之弟部下的失職感到懊悔，並於前線要塞遭到突破後逐步撤離王都居民，決心背水一戰。
其名字由來為北歐神話中目盲之神Höðr。
巴魯德（Baldr，聲優：菅原正志；林谷珍（台））
全名：巴魯德·吉·阿朗·阿爾法特洛斯
身份：將軍
克里修納王國被稱為「雙璧」的二大將軍之一，時常佩戴墨鏡。有一獨生子吉爾格，因一起他幼年時發生的意外而遭其冷淡以對。
雖為高階將領，魔動巨兵駕駛技術亦十分卓越，與參謀長為好友，事態對應相當出色，也因此常負責處理爛攤子。
於亞拉坎荒野一戰中艾爾莎戰死後，因憑藉著憤怒行動，而差點使整個部隊滅亡。
除萊卡特外唯一知道完整的亞帝爾斯招降條件的人，始終站在頑抗到底的立場。
其名字由來為北歐神話中春天與喜悅之神Balder。
道爾（True，聲優：緒方賢一；林士程（台））
全名：道爾·伯·戈爾維·里姆雷克
身份：將軍
與巴魯德一同被稱為「雙璧」的另一人。
為高位魔動戰士，擁有操作六條石英韌帶的魔力 （一般為五條），率領「黃金戒指重裝騎士團 」。
相對於巴魯德的冷靜而顯得熱血、無謀，多次無謀的舉措令部隊陷入危機。
投入了個人的財產建立、營運王都畢諾登裡的第3孤兒院，帶領的騎士團成員多於其中長大。
在國民與軍隊中具有相當的威望，於多次戰況危急之時，均獲得部下拼死守護。
在出擊前往西部國境線途中遭到伊歐的別動隊奇襲，機體被妮姬從駕駛艙部分欄腰剪開戰死。
其名字由來為北歐神話中戰爭與農業之神Thor。
娜維·史特萊茲（Narvi，聲優：井上麻里奈；林沛笭（台））
年齡：24歲
身高：165cm
身份：上等重騎士
道爾的特別戰術顧問，隸屬第一獨立部隊隊長。
在王國中央兵軍養成學校就讀時，以第一名的成績通過上級戰術士官模擬測驗。
曾立下鎮壓叛亂、討伐盜賊、御前比試優勝等功績。
劇場版動畫後續劇情
在萊卡特獨自駕駛『帝爾鋒』前往勃固山時，堅持率領隊員前往救援，雖成功救出但旋即遭到伊歐率領的亞帝爾斯軍別動隊突襲，與妮姬單挑戰敗，機體全毀但因及時脫出而生還。
王都防衛戰時與奈爾和羅景中途趕到，撿拾在王城外被打倒的機體並參予戰鬥。
其名字由來為北歐神話中，詭計與欺騙之神Loki之子Narfi。
奈爾·史特萊茲（Nile，聲優：白石稔；林士程（台））
年齡：25歲
身份：一等重騎士
隸屬第一獨立部隊，娜維的哥哥，兩人是在孤兒院中長大的。
擅長接近戰及槍術，不擅長做筆記，平時人還算穩健，在戰鬥時會表現出其冷靜、慎重的一面。
劇場版動畫後續劇情
於勃固山遭遇亞帝爾斯軍別動隊突襲，雖與伊歐單挑戰敗但被放過。
王都防衛戰時趕回王都，撿拾在王城外被打倒的機體並參予戰鬥，並再次與伊歐戰鬥將其擊敗，對等地也沒有將其擊殺。
羅景·基·格魯夫·恩薩斯（Loggin，聲優：河相智哉；林谷珍（台））
年齡：28歲
身份：上等重騎士
貴族出身，隸屬第一獨立部隊。
是少數能夠使用故障率高的遠距離壓力槍進行狙擊的葛雷姆駕駛。
雖然是貴族出身，但在三年前貴族聯盟發生內亂時，與巴魯德、道爾一同站在平民的一方。
劇場版動畫後續劇情
於勃固山遭遇亞帝爾斯軍別動隊突襲，機體遭擊毀。
王都防衛戰時與娜維等人趕回王都，撿拾在王城外被打倒的機體並參予戰鬥。後在辨識布雷德莉卡王女髮飾真偽時，戰死。
吉爾格（聲優：鳥海浩輔；宋昱璁（台））
全名：吉爾格·吉·烈得·烈·阿爾法特洛斯
年齡：19歲
巴魯德的獨生子，因幼時的意外與父親關係冷淡。
魔動巨兵駕駛天才，在一週內駕馭捕獲後改裝的『艾爾迪米斯』。
一年前在訓練中無故突然殺害一名同袍，並打倒全隊隊友而入獄，過程與事後毫無悔意。
因第一獨立部隊（米列尼爾部隊）創設的機會受到釋放並入隊。
在亞拉坎荒野與波魯裘斯軍團會戰時，佯裝怯戰離隊，獨自一人發動奇襲，狙殺多名波魯裘斯的親信。
在伯格托利亞山口遭波魯裘斯軍團包圍與萊卡特等人一同被俘，當波魯裘斯欲尋殺『帝爾鋒』的駕駛時，頂替萊卡特出面，被波魯裘斯親手槍殺。
其名字由來為北歐神話中的英雄Siegfried
劇場版動畫後續劇情
於伯格托利亞山口遭遇亞帝爾斯軍別動隊突襲，擊殺妮姬並將萊卡特連同『帝爾鋒』踢下深谷後遭槍掃射戰死。
艾爾莎（聲優：柳澤真由美）
於亞拉坎荒野一戰中率軍突襲波魯裘斯時反被擊殺，並被妮姬分屍示眾。
曾與娜維比試過。
莎克拉（聲優：葛城七穂）
王都守備的負責人。萊卡特的戰鬥指導者。
是能夠使用重量最重的多重盾牌、斬殺用的東方彎刀進行貼身戰的精英。
劇場版動畫後續劇情
在王都防衛戰時被波魯裘斯擊敗，並將戰斧交給及時趕來的萊卡特。
雷卡茲·亞羅（Regatz Arrow，聲優：淺野真澄）
萊卡特的弟弟，同為無魔力者。
與萊卡特一同生活在勃固山的村莊附近。
劇場版動畫後續劇情
因離村尋找哥哥而未遇上屠村，而後則在王都相逢。
薩格雷斯
國境守備軍司令官。上校。
禿頭且一臉想睡的樣子為其特徵。與其毫無幹勁的外貌相反，有著優秀的戰況判斷與籌策作戰的能力。在夜晚出動全要塞僅存的戰力，並讓步兵使用擴音器製造彷彿有大量戰力的假象下，對赫克拉的部隊進行了奇襲。
另一方面，為了不在戰後遭到追究國境守備軍的存在意義，以選拔兩組小隊組成敢死隊，對波魯裘斯發動攻擊的方式，來製造沒有輕易讓其通過的事實。
克羅薩瓦（聲優：喜山茂雄）
克里修納的密探，執掌偵查隊的總指揮。曾於勃固山山麓的村莊援護娜維等人進行萊卡特救助作戰。在作戰後的撤退行動中，右腳因騎乘的車輛被敵方葛雷姆踢飛的關係而骨折。回到王都後讓萊卡特加入了偵查隊並進行潛入任務，而其實際目的是要讓萊卡特回收帝爾鋒。於王都畢諾登攻防戰結束後，與郊外發現受到槍傷的贊斯並看守了其最後一程。
贊斯
年齡：36歲
克里修納的職務次官。貴族，有著強烈的選民思想。於過去貴族發生內亂時為站在貴族側的人，但荷之爾在知情的情況下仍買下並持續重用他的能力，也因此對自己的過去感到羞恥，並決心效忠於荷之爾。由於有著草率對待自己眼下的人的壞習慣，時常遭到誤解。
於王都畢諾登攻防戰時，為了執行連自軍人員也得欺騙的人柱作戰而失眠，於作戰發動後因無法順利的從追問下逃脫而受到槍擊，最後從克羅薩瓦得知波魯裘斯戰死與荷之爾安然無事後安祥的死去。
優娜·霍愛姆·里姆雷克
年齡：46歲
道爾將軍的妻子，為第3孤兒院的院長。年輕時在民主化運動之中，為有如領導般的存在，曾經數度入獄。

#### 劇場版外傳小說登場人物
亞里歐拉
年齡：15歲
6歳時從亞帝爾斯聯邦逃亡至克里修納王國，8歳時因事故而失去了雙親。進入孤兒院後因在教育課程之中的成績優秀，得以使用國家費用至阿薩姆國立士官學校留學。
在被分配至妲娜小隊前就被人們稱為天才，妲娜因此而稱呼他為「天才少年」。有著出色的操縱天賦，能夠作出老練的魔動戰士也難以模仿的動作。對於踢了自己一腳的蒼藍色艾爾迪米斯非常執著，並誓言要打倒對方。
妲娜
年齡：19歲
一等重裝騎士。
原屬於道爾將軍旗下的黃金戒指重裝騎士團，與傑斯小隊戰鬥時受傷而被解除職務，現編入西部國境守備軍中擔任小隊長。
對被當時還是民間人的「無魔力者」所駕駛的古代葛雷姆救了一命的事情感到屈辱。雖然有著好勝的個性，但於王都受傷一事仍在心裡留下了陰影。
伊亞斯
年齡：25歲
妲娜的青梅竹馬。
原本是在西宮之下擔任改良法布尼爾的魔動技術士，但隨著戰況的惡化而被編換為魔動戰士。
本人雖然毫無自覺，但在射擊方面卻有非凡的才能。經由妲娜進行訓練驗證後被任命編換為狙擊兵。
吉爾法
年齡：約50歲
於王都之中留有妻小，以在這場戰爭中生存並與家人相逢為目標。

### 亞帝爾斯聯邦
傑斯（Zess，聲：神谷浩史；宋昱璁（台））
年齡：25歲
身高：182cm
身份：瓦爾奇烏雷斯部隊隊長
自小個性陰沉、少與人接觸，討厭戰爭，在朋友面前才會展現開朗的一面。
羅奇斯的弟弟，最新輕型葛雷姆所編成的「瓦爾奇烏雷斯部隊」隊長。
天才魔動巨兵駕駛，官校時期曾同時擊敗四名欲使其出糗的教官。
官校時期認識萊卡特等好友，常因個性不合與荷之爾爭吵，對萊卡特與荷之爾的幼稚行為感到無奈，但當二人陷入危機時總會出手相救。
杰斯希望荷之爾尽快投降以结束战斗，避免相互的伤害。因此加入原不愿意加入的军队，想用闪电战结束战争。但并不知道亚帝尔斯联邦给荷之爾的“处死克里修納王族全員處刑”的附加条件。
率小隊迂迴偷襲克里修納王國，直逼其首都畢諾登，第三次進擊時遭萊卡特重傷，撤退後與亞雷克返國。其兄长临终前与他冰释前嫌，并将国家托付给他。之后抓捕西宮，并进行了屠村，向克里修纳王国发出通告，如不按要求投降便处死西宮。
與青梅竹馬艾琪蒂娜結婚，有一個兩歲的女兒麥拉。
其人物描寫的原型為源義經。
亞雷克（聲優：梅津秀行；林士程（台））
全名：亞雷克·斐明加姆
身份：瓦爾奇烏雷斯部隊副隊長
原為軍醫，於傑斯重傷時處理得當，使其傷勢大為減輕。
起初十分質疑極為冒失的克雷歐，在得知其駕駛能力後心服口服。
克雷歐·薩布拉夫（聲優：花澤香菜；連婉鈞（台））
年齡：12歲
身高：153cm
身份：瓦爾奇烏雷斯部隊隊員
名門軍閥薩布拉夫家的獨生女，身材極好，曾讓萊卡特大為驚訝。
曾就讀伊利歐斯聯邦軍學校，在校時常獨自窩在角落玩占卜，但總被於此時認識的好友阿利強拉去上學。
因能駕馭動力管線複雜的艾爾迪米斯，以及為了加入瓦爾奇烏雷斯部隊，校方破例讓她與阿利只讀兩年即畢業。
雖對葛雷姆適性極佳，戰鬥時卻少有貢獻而多有失誤，冒失程度甚至讓戰友質疑其出身，但在傑斯陷入危機時，展現出上段連續迴旋踢等驚人技巧。
為掩護重傷的傑斯而被俘至克里修納國都畢諾登，因受西宮保護而未受拷問。
於亞帝爾斯與克里修納雙方交換戰俘時返國。对西宮有一定的感情联系，漫画中因为得知西宮将被处决而决定脱离萨布拉夫家去劫狱。
劇場版動畫後續劇情
於亞帝爾斯軍攻略畢諾登時逃出後，被傑斯與亞雷克接回。
阿利（聲優：甲斐田裕子；林沛笭（台））
全名：利·修魯安·雪蓉
年齡：17歲
身高：161cm
身份：瓦爾奇烏雷斯部隊的隊員
有著不輸男性的性格，因受偏差教育而對克里修納抱有偏見。
與克雷歐為就讀伊利歐斯聯邦軍學校時的朋友，在校成績優異。
小隊第二次攻擊畢諾登時遇上萊卡特並被擊倒，不願被俘而舉槍自殺。
亞魯格斯（聲優：高橋研二；林士程（台））
全名：亞魯格斯·魯伊比爾·德·貝茲堡克
身份：瓦爾奇烏雷斯部隊隊員
為艾爾迪米斯開發除期的測試駕駛員。
小隊第三次攻擊畢諾登時，遭萊卡特駕駛第三型態重裝型『帝爾鋒』正面衝撞，人機俱毀。
羅奇斯（聲優：土師孝也；林士程（台））
年齡：45歲
身份：書記長
亞帝爾斯聯邦軍的總司令官，傑斯的哥哥。
足智多謀，頗有權威，曾就讀伊利歐斯聯邦軍學校，與波魯裘斯同期，以第一名成績畢業。
因國內資源即將用鑒，決定侵略克里修納王國，於講和條件中隱藏了克里修納王族全員處刑的嚴酷條件。
波魯裘斯（聲優：中井和哉；林谷珍（台））
全名：波魯裘斯·德森爾襗盧夫
年齡：45歲
身份：將軍
殘酷戰爭天才，對敵人毫不留情且多加戲弄，駕駛葛雷姆技術極佳。
曾就讀伊利歐斯聯邦軍學校，與羅奇斯同期，以第二名成績畢業。
有著兩度鎮壓亞帝爾斯聯邦北部的貝魯根發起的叛亂，及鎮壓阿薩姆內亂等華麗武勳，但國家高層對於其悽慘激烈的行動抱持疑問，在各戰場上的兵員生存率很高，深得部下的信賴。
率軍攻略克里修納國都畢諾登時遭萊卡特奇襲擊倒，而後說出槍殺吉爾格乃故意之舉後遭其擊殺。
劇場版動畫後續劇情
率軍攻略畢諾登時與萊卡特再次對決後遭其擊杀。
伊歐（聲優：寺島拓篤；林士程（台））
全名：伊歐·卡爾達伯爾
身份：上校
於北方領土貝魯根獨立運動的最後，成為波魯裘斯的部下之一。
對愛慕他的蕾妲似乎有意思，搭乘的葛雷姆為「特洛伊」。
妮姬（聲優：白石涼子）
全名：妮娜凱拉·哆爾涅
年齡：25歲
身高：145cm
波魯裘斯的部下，常對伊歐撒嬌。
有著被戲稱為「未發育的25歳老女人」的年幼外表，以及將敵方的屍體示眾的冷酷性格。
搭乘的葛雷姆為「格拉特斯」，戰果非凡，曾擊殺道爾。
於伯格托利亞山口一戰中敗北逃出機體後，於返回自軍陣營的途中偶遇逃亡中的娜維，雖打算跟蹤並伺機下手，但反被娜維槍殺死亡。
劇場版動畫後續劇情
於勃固山的奇襲行動中，被吉爾格擊倒並掃射後踩死。
巴迪斯（聲優：林和良；宋昱璁（台））
全名：巴迪斯·塞洛佛·烏利亞諾佛斯克
身份：將軍
波魯裘斯直屬部下，擔任主席將軍輔佐。
雖為被讚賞亞帝爾斯第一長槍手的菁英，但在藥物與女性關係上陷入了歪道。
亞拉坎荒野會戰暫時撤退時，遭吉爾格奇襲擊殺。
在伯格托利亞山口一戰，率領史培爾達部隊討伐吉爾格和萊卡特；在這一戰的最後，驚見了隊伍全滅的慘狀，而從原本想說服吉爾格加入亞帝爾斯的興奮感轉為憤怒。並用身驅將早已殘破不堪的舊式艾爾迪米斯壓制在地準備將吉爾格置於死地，但被隨後丟出斷刃的帝爾鋒攻擊到駕駛艙外殼而使自身曝光並被拖延幾秒攻擊，使得吉爾格有機會離開駕駛艙到外頭拿出「對人用壓力槍」射殺自己。臨死前希望吉爾格將自己殺掉後加入亞帝爾斯,吉爾格則微笑對著他說:「我會考慮看看的」之後被槍殺。
艾雷斯（聲優：宝龜克寿）
全名：艾雷斯·帕多巴·亞雷森德里亞
身份：將軍
波魯裘斯直屬部下，擔任將軍輔佐。
亞拉坎荒野會戰暫時撤退時，遭吉爾格奇襲擊殺。
蕾朵（聲優：喜多村英梨）
全名：蕾朵·艾爾格·茲克·奇洛夫斯基
波魯裘斯的部下，現負責輔佐伊歐。
搭乘的葛雷姆為「葡理幾亞」（劇場版中更改為拉冬），裝備著能夠進行遠距離狙擊的長程壓力槍。
蕾妲（聲優：佐佐木望；連婉鈞（台））
全名：蕾妲·德森爾襗盧夫
波魯裘斯的獨生女，很會拉小提琴。
總是偷偷的對伊歐傳達自己的感情。
赫克拉（聲優：杉野博臣）
第一克里修納討伐軍司令官。將軍。搭乘葛雷姆為「海坎利安」。
以克里修納討伐軍先鋒的身分，率領了逼近克里修納總戰力的150台葛雷姆進行侵攻。除無法成功攻陷米索藍要塞外，還造成許多無意義的傷亡，對克里修納一戰的主權也因此委讓給了波魯裘斯。
後雖於米索藍要塞附近建立了補給用的要塞，但在薩格雷斯的奇策下，除要塞反被攻陷外，還遭到了逮捕。
塔普涅（聲優：武虎）
全名：塔普涅·查理賓斯克
史培爾達部隊隊長。搭乘的葛雷姆為「新艾爾迪米斯」。於伯格托利亞山口一戰中被吉爾格的艾爾迪米斯以腳部斷裂的石英尖端刺穿大腦戰死。
德爾頓（聲優：飯島肇）
全名：德爾頓·奇斯·提姆亞多
史培爾達部隊隊員。搭乘的葛雷姆為「歐藍德製葛雷姆（捕獲機）」。於伯格托利亞山口一戰中被吉爾格的艾爾迪米斯扭開機體頭部(駕駛座上方)以腳底部份踩死。
巴恩（聲優：駒田航）
史培爾達部隊隊員。搭乘的葛雷姆為「新艾爾迪米斯」。於伯格托利亞山口一戰中被吉爾格的艾爾迪米斯以優異的射擊技術一槍貫穿機體胸部慘死。
裘貝爾（聲優：宮下榮治／學生時代：白石稔）
全名：歐爾雷安·盧·梅·裘貝爾
史培爾達部隊隊員。搭乘的葛雷姆為「阿奇琉斯」。於伯格托利亞山口一戰中高傲的說出自己機體的價值後連一槍未開直接被吉爾格的艾爾迪米斯一槍貫穿機體腹部慘死,死後被塔普涅辱罵:「只是靠背景的傢伙進來我們隊伍的,我可從沒把他當作隊員。」
在學生時代因欺負萊卡特，而間接使得萊卡特與傑斯結識的人物。
赫派斯博士
亞帝爾斯聯邦的高位魔動技術士。是位以怪人著稱的人物。為新型葛雷姆「艾爾迪米斯」與海坎利安的高重量武器「蝎尾」的設計者。
因引起多起事故的艾爾迪米斯被當成是缺陷機，而受到冷落。現因經傑斯修改過的艾爾迪米斯重獲評價而恢復了地位，並信奉著傑斯。
曾於阿薩姆國立士官學校任職過，以結果論而言與西宮為師徒關係。
卡利姆
羅奇斯的兒子。對單方疏遠傑斯的父親感到怪異，抱持著反抗的心態。
阿雷斯
亞帝爾斯的將軍，搭乘的葛雷姆為格拉特斯的改良型。為艾雷斯的弟弟，兄弟之間的關係不好。與冷靜且愛好單獨行動的哥哥不同，性格較為魯莽且擅長帶兵。

#### 劇場版外傳小說登場人物
紫苑
年齡：15歲
蒼藍艾爾迪米斯的搭乘者，獨立小隊的隊長。單方面翻弄亞里歐拉的天才魔動戰士，能夠宛如自己的手腳般，自由自在的操縱尚未經過傑斯修改過的艾爾迪米斯。
為荷之爾的同父異母妹，現為了執行異父同母兄的計畫而潛入克里修納。
露耶兒
年齡：26歲
獨立小隊的副隊長，道芬的未婚妻。為了讓道芬的計畫成功執行而與紫苑一同行動。
馬奇諾
獨立小隊隊員。雖對露耶兒有意，但卻沒有向本人表達的意思。
卡里遜
獨立小隊隊員。中年男性，對於年紀輕輕就當上隊長的紫苑不服氣，時常抱持著反抗的態度。
道芬
年齡：33歲
亞帝爾斯聯邦高等政務官，於檯面下是所屬於與羅奇斯書記長對立的派閥。以特別講師的身份訪問伊利歐斯聯邦兵軍學校時，與露耶兒相戀並結下婚約。
紫苑的異父同母兄，但妹妹的存在是直到一個多月前才知道的。在了解到妹妹的生父為克里修納7世後立下了奪權的計畫，並托付給了妹妹與露耶兒執行。

### 歐藍德
教帝（第162代）
年齡：9歲
宗教大國歐藍德的年輕教帝。
為了不讓與自己友好的琳狄為凱因戰死而傷心，而卸除了凱因的援護軍總司令官職務，並改派遣反對派的莫拉克將軍擔任。
對於凱因本人是一點興趣也沒有，在凱因前來質問時毫無告知本人原因的意思。因救援克里修納而派遣的莫拉克將軍毫無進行戰鬥的意思，使其部隊被紫苑所率領的亞帝爾斯聯邦特殊部隊所殲滅，令自己與反對派的官員遭到贊同派遣軍隊救援克里修納的官員和民眾反對，而與自己友好的琳狄也與自己決裂
凱因
憲章守護將軍。
為了拯救妻子的祖國克里修納而奔走著，但卻被教帝卸除了職務。最後自己和妻子琳狄率領部分自願的士兵前去營救莫拉克將軍
亞伯爾
最高神祇員，原本隸屬於軍部。為贊同派遣軍隊救援克里修納的一人。
琳狄
凱因的妻子，荷之爾的妹妹。最後得知教帝（第162代）無意救援自己的祖國克里修納，只是派遣反對派的莫拉克將軍擔任救援克里修納的指揮官，使她與教帝的友好關係徹底決裂
莫拉克
為救援克里修納而派遣的將軍，但身為反對派遣派的他毫無進行戰鬥的意思，因此而將兵員停駐在國境附近。最後其部隊被紫苑所率領的亞帝爾斯聯邦特殊部隊所殲滅，本人卻被凱因所救

#### 劇場版原創登場人物
格蕾妲（聲優：井上喜久子）
因應西宮的要求，調度了大型高剛性石英的貿易商。

### 其他
エキデイナ（聲：永田依子）
ダン（聲：高岡瓶瓶）

## 魔動巨兵（葛雷姆）
在此作品的世界中所登場的戰鬥用機器人的稱呼。比一般器具需要更多的石英韌帶與魔力來控制。駕駛員被稱為魔動戰士，以是否能使用葛雷姆用的壓力槍來決定能力的高、下位。

### 克里修納王國製
帝爾鋒（Tyrfing）
全高：11克哩（8.9公尺）
於克里修納王國第118石英採集場所挖掘出來，為千年前仍然以金屬為主流的人類以石英打造的古代巨兵（古代葛雷姆），另機體內部存在以電力來運作與控制的電子機器。
其原本的名稱不明，現有的名稱為挖掘出來後所給予的行動代號。頭部斷裂的劍狀角與背部斷裂的背鰭為其外觀上的特徵。
與現代的葛雷姆不同，並非是以搭乘者的魔力為動力，而實際所使用的動力不明。其內部骨架與現代的葛雷姆同樣為完全由石英所打造的，但由於是以無法解析的高度石英精製技術所製成的，現代的技術人員沒有辦法對其進行解體以及整備。由於「外部主要冷卻爐」故障的關係，可運作的時間並不長，激烈的連續運作僅能持續10～30分鐘，一旦陷入停止運作的狀態，為了進行冷卻會有約24小時的時間無法再啟動。與現代以操作、出力等類型的石英傳遞魔力來操縱的葛雷姆不同，帝爾鋒為完全手動的，但是，配合搭乘者的預測運用技術，機體會以自動操作系統進行輔助，即使是毫無經驗的人也能進行某種程度的戰鬥機動。在一般操縱之下，由於雙手操縱桿為上半身、雙腳踏板為下半身，頭或視線的方向可移動頭部與攝影機的關係，能夠進行某種程度的直覺式操縱。
在經過千年的時光且毫無整備之下，仍擁有超越現行葛雷姆常識的靭帯馬力，加速力、跳躍力。與使用不明技術精製的強韌內部骨架相反，外部裝甲是使用拙劣的技術精製柔軟系石英而成，為相當不平衡的機體。駕駛艙內的螢幕上顯示的文字為古代語，而其古代語為日本語與英語（英語的字體形狀與西大陸語相似）。於原本的胸部裝甲上刻有語意為「對抗命運」的古代文字。目前除「無魔力者」的萊卡特以外的人都無法操縱（螢幕上對於現代人的標記為「不特定生物」）。
名子的由來自北歐神話的魔劍，提爾鋒（Tyrfing）。
型式（型態）：第一型態（1st type）
為剛挖掘出來時的狀態。
其裝備的裝甲為現有的石英精製技術難以製作的曲線構造，但是經過千年時間的現在已因腐蝕嚴重而滿是氣泡，即使是對人用的散彈槍也能輕易貫穿。
型式（型態）：第二型態（2nd type）
以臨時打造的輕裝甲代替腐壞的原裝甲之型態。在僅持有一把紅白旗的情形下出擊與傑斯進行交涉，交涉失敗後雖成功逃跑，但偶然被阿利所駕駛的艾爾迪米斯發現，於撿獲道爾將軍遺留的「試作重大劍」與「長槍」後進入交戰，在此戰中因被阿利以壓力槍進行零距離射擊，而使胸部骨架上留下了一個難以修復的凹洞。其外觀被稱為「黒銀色的葛雷姆」。
型式（型態）：第三型態（3rd type）
強調防禦力，機體覆蓋著由中等損傷的法布尼爾裝甲板拼湊而成的多重裝甲的應急設計。
雙腕裝備大型盾牌，同時各自收納著「東方彎刀」與「試作重大劍」以在必要時使用，覆蓋裝甲時格鬥性能下降80％，在最大握力力矩作用下可卸除裝甲。
追擊瓦爾奇烏雷斯部隊時使用，其速度與防禦力的搭配讓亞雷克以「會走動的城牆」來譬喻其恐懼性。
其衝撞敵人的攻擊方式被一部分的讀者形容為「肇事逃逸攻擊（ひき逃げアタック）」。
型式（型態）：第四型態（4th type）
裝備了帝爾鋒專用武裝與新型多重裝甲的突擊重裝甲型態。新型多重裝甲為3層複合式構造，帝爾鋒本體也更換了連結新型多重裝甲專用的新裝甲。
裝備武裝為針對戰鬥用改良過的「重長槍」、「飛鏢釘」、「三節棍」及「東方彎刀」等重武裝，另突擊能力也藉由固定於右手臂的「重長槍」而大幅提升。在長距離的助跑加速突擊下，帝爾鋒以單機擊潰了敵軍左翼陣形。於身體兩側裝備有收納「飛鏢釘」的圓盤形收納盒，用光時會拋棄掉。
設計上是先由3層複合裝甲來衝撞敵機，裝甲遭破壞後改以近身格鬥（不具遠程攻擊武器）。
型式（型態）：第五型態（5th type）
性能參數：裝甲強度：18、上半身骨架強度：29、下半身骨架強度：31、運動性：35、造價：56、安全性：0
裝備了在娜薇中隊長的作戰理念下，由西宮所設計的王都防衛用3型多重裝甲型態。
為了讓經歷勃固山山麓的村莊～伯格托利亞山口等戰以及墜崖之影響，使原始零件受到致命性損傷導致性能降低的帝爾鋒再度投入戰鬥所開發的王都防衛用針點特化型態。為了讓近接戰鬥及防禦力向上的關係，新裝備多集中於上半身。機體正面的裝甲在必要時可手動卸下當作盾牌使用，另外於左側的裝甲內藏有一把「東方彎刀」。新裝備的「大劍」在帝爾鋒的韌帶馬力下有著一擊就能將葛雷姆擊毀的破壞力。在右臂上裝備有兩把「飛鏢釘」。
新裝備的兩把特製投擲武器「投擲刃」，是以現代技術難以研磨的高剛性石英為芯材並疊上各種不同硬度的石英，讓帝爾鋒以近乎「鍛造」的加壓方式（踩踏）所製作出來的高硬度大量破壞武器，另外由於無法進行投擲測試的關係，機體的操縱桿上裝設有西宮計算過力矩後製作的固定具，在此一固定具的動作限制下能夠正確的進行投擲。由於帝爾鋒為人柱作戰中的關鍵兵器，為了瞞過絕大多數的自軍人員以及避開敵人的耳目，其多重裝甲與投擲武器是在大綠洲側的野外訓練場製作，並且趁著夜晚以修補城牆的名義偷偷的配屬於內門中。
在人柱作戰的策略下，成功的以「投擲刃」擊毀了20多架葛雷姆，並在與海坎利安的一對一死鬥中取得了勝利，但帝爾鋒也在此戰中失去了左手掌。
劇場版原創版本
為了追擊波魯裘斯大隊而裝備了臨時打造的裝甲的型態。其裝甲是直接使用法布尼爾的輕裝甲製作而成，並於左肩上裝有2個小型飛鏢釘収納盒。另裝甲在打造時考慮到了散熱的對策，於裝甲表面或連接處設置有散熱用的縫隙與孔洞。
於王都內接收使用的十文字型巨大投擲武器「萊德」，是以歐藍德製的高剛性石英為基礎切削出來的，接續於中心部的繩子為使用石英靱帯製成的「強化節」，能夠重複進行投擲攻擊與回收。
型式（型態）：第六型態（6th type）
阿薩姆內戰篇時再度被西宮改裝成攻城專用機種，除了更厚重的外部裝甲與雙盾外，在胸甲前方還裝備了巨大的攻城槌，以突進一擊就破壞了阿薩姆的城門。之後與「阿薩姆之星」決鬥時被削去了大部分裝甲而取回了靈活性，以空中踢擊粉碎了「阿薩姆之星」。
法布尼爾（Fafnir）
全高：10呎（8.5公尺）
性能參數：裝甲強度：5、上半身骨架強度：5、下半身骨架強度：4、運動性：4、造價：3、安全性：9
克里修納王國的量產型葛雷姆，現役最新為6型。機體配色為紅色。原本是守備型且設計老舊的機體，在西宮領導的設計團隊進行總合修改後，格鬥性能有所提升，手臂也因運動性提升拓廣了射角，變得能夠對應各種戰況。
與亞帝爾斯聯邦的拉冬相比下，雖然是被揶揄為舊型的機體，於戰場上卻仍是架有著與拉冬同等性能的機體，但在面對艾爾迪米斯等新銳機時，其性能差異已達到嚴峻的地步。也有一些機體依照帝爾鋒的部分骨架結構修改，使防禦性能有所提升，
另有巴魯德將軍專用機、道爾將軍專用機、艾爾莎中隊長專用機等，施以個人化改裝的衍生機。
艾爾迪米斯（克里修納版本）
全高：12克哩（9.9公尺）
性能參數：裝甲強度：4、上半身骨架強度：4、下半身骨架強度：9、運動性：9、造價：8、安全性：2
由捕獲、回收得來的艾爾迪米斯之中，損傷最少的傑斯機為基礎修復而成，除胸部裝甲與領子是新造的外，不足的零件皆取自阿利與克雷歐機。其機體配色為紅色。駕駛員由吉爾格擔任。
機體本身雖為射擊戰取向的輕量機，但在吉爾格的駕駛之下，以足技的格鬥技、各類武裝臨機應變的戰況對應等，將艾爾迪米斯的性能發揮至極限的戰鬥，顛覆了既有的輕量級葛雷姆的常識。
芙蕾雅
性能參數：裝甲強度：3、上半身骨架強度：1、下半身骨架強度：10、運動性：9、造價：6、安全性：4
為西宮在還是學生時所構想的注重機動性的輕量級葛雷姆（與赫派斯博士在近乎同一時期所構想的），但礙於其實力尚未受到認同且身為女性、王女等身分而不受到重視，在艾爾迪米斯向畢諾登發動奇襲，與對法布尼爾進行改修而獲得信任的現在，為了進行測試而投入實戰。
其外觀雖然與法布尼爾相似，但其內部完全是不一樣的構造，另外，由於開發構想是追求運動性至極限的關係，其輕量化是以削減骨架本身的數量來進行的，使得上半身的強度幾乎為零，因此無法進行近距離的格鬥戰。裝備的壓力槍，是新開發的長距離射擊用壓力槍。在平地上的移動速度雖然比艾爾迪米斯高，但卻有著無法對應高低地形的變化以及作出立體性的動作等尚待改良的問題在。
現僅有1台（試作1型）交由娜維駕駛。
帝爾鋒2型
性能參數：裝甲強度：3、上半身骨架強度：1→?、下半身骨架強度：10、運動性：9→?、造價：6、安全性：4
又稱芙蕾雅2型，是以芙蕾雅為原型並依照帝爾鋒的部分骨架結構所設計開發的新輕量級葛雷姆，至於頭部、胸部、肩部都是模仿帝爾鋒的樣貌，目前已生產3台，因本身的部分骨架是採用帝爾鋒的骨架結構因此解決了上半身的強度幾乎為零和無法對應高低地形的變化以及作出立體性的動作等的問題，卻沒解決無法進行近距離的格鬥戰的問題。
拉冬（捕獲機）
全高：11克哩（9.0公尺）
米索藍要塞為補充戰力而捕獲的葛雷姆。為了方便辨別除更改機體塗裝外，於機體或盾牌上塗有比平常還要大的克里修納紋章。

### 亞帝爾斯聯邦製
艾爾迪米斯（Eltemus）
全高：12克哩（9.9公尺）
性能參數：裝甲強度：4、上半身骨架強度：4、下半身骨架強度：9、運動性：9、造價：8、安全性：2
亞帝爾斯聯邦所開發的新型輕量型葛雷姆。由於操作困難大部分部隊拒收此機，僅製造了10台就有4台在訓練時著陸失敗機體重創。
在放棄實戰配備後，經由傑斯再設計提升了安全性，改裝後的其中5台編入瓦爾奇烏雷斯部隊使用。
裝備有高位魔動戰士才有辦法調整的跳躍補正裝置，此裝置裝於機身左右，利用噴射壓縮空氣的方式強化葛雷姆的機動力。
除此之外裝備長射程壓力槍，熟練此機的駕駛員可運用其特性取得豐碩戰果；但即便是亞帝爾斯聯邦軍內可熟練此機的駕駛員屈指可數，因此得到了「缺陷機」的評價。
其機體配色於漫畫版中為與帝爾鋒（黑色）對立的白色，於劇場版中被更改為黃色。
艾雷迪寇斯
因應傑斯的要求，由赫派斯博士所製造的復刻版艾爾迪米斯。於製造時使用了新艾爾迪米斯的廢棄零件。
紫苑機
於劇場版原創外傳小說中登場。為塗裝成蒼藍色的艾爾迪米斯。殘存的6台內沒被瓦爾奇烏雷斯部隊領取使用的最後1台。
曾一時以次世代機開發用的實驗機運用，但各測試駕駛皆敬而遠之，最終被解體保存於倉庫的角落，現被道芬擅自偷渡出來用於實戰之中。
由於是尚未經過改修的機體，腳部的脆弱性及機體的平衡性仍維持原樣，操縱難易度也比瓦爾奇烏雷斯部隊所使用的高。
新艾爾迪米斯
性能參數：裝甲強度：2、上半身骨架強度：3、下半身骨架強度：9、運動性：9、造價：9、安全性：5
艾爾迪米斯的再設計機。舊艾爾迪米斯因訓練時的多起事故而凍結了開發計畫，但瓦爾奇烏雷斯部隊於前線的戰績扭轉了既成印象，從而再設計、製造完成的機體。
上半身的裝甲枚數經過削減，實現了在舊艾爾迪米斯之上的輕量化與安定性，但防禦性能也因此而大幅降低。另因所需零件總數量暴漲為1.3倍而沒有大量生產，僅留有數架交由史培爾達部隊使用（劇場版中使用於畢諾登攻略戰）。
拉冬
全高：11克哩（9.0公尺）
亞帝爾斯聯邦軍的量產型葛雷姆，同時也是亞帝爾斯聯邦製葛雷姆的發展基礎。與強調特殊性能的其他機體不同，為重視整體平衡性並且容易操縱的機體。
除基本的劍、壓力槍等武器外，尚有破壞城門用的「攻城槌」等裝備可使用。
前期型
性能參數：裝甲強度：5、上半身骨架強度：3、下半身骨架強度：3、運動性：3、造價：3、安全性：10
亞帝爾斯聯邦初期所製造的葛雷姆，為自敵方士兵的攻擊下守護城都用的防衛兵器。由於是在有壓力槍等武器可裝備前的時代所開發的，其攻擊方式大都為肉搏戰。另外，因葛雷姆之間的戰鬥並不在設計構想內的關係，盾牌為與手臂一體化的簡易型輕型盾牌。
在葛雷姆終於正式成為兵器運用後，其發展逐漸走向以侵攻為前提。經過輕量化與各種修改的後期型在量產後成為了亞帝爾斯聯邦的新主力兵器。前期型退下第一線後仍在各種地域用於破壞城門或擔任工兵，為戰場上不可或缺的存在。另外，尚有數架以防衛用為目的配備於首都伊利歐斯，以及配給給伊利歐斯聯邦兵軍學校作為教習用葛雷姆運用。
後期型
性能參數：裝甲強度：4、上半身骨架強度：5、下半身骨架強度：4、運動性：5、造價：3、安全性：10
亞帝爾斯聯邦現行的主力量產型葛雷姆，為克魯森大陸上生產台數、特裝化數量最多的葛雷姆。包含因應個人進行的特裝化的話，有著連軍部也無法掌握的衍生機種存在。由於因應個人喜好進行的改裝是由軍方強烈推獎的，只要申請通過的話就能進行比較自由的特裝化處理，而軍方此一行為的目的，是為了要藉此引導出對葛雷姆有實際效用的裝備、武器以及改修的方向性。
海坎利安（Hukerion）
全高：14克哩（11.7公尺）
性能參數：裝甲強度：7、上半身骨架強度：13、下半身骨架強度：15、運動性：7、造價：36、安全性：4
波魯裘斯專用的重量型葛雷姆。
為亞帝爾斯聯邦初期所開發的指揮官用重葛雷姆，同型的葛雷姆共製造了3台，其他的將軍雖然也有受領，但與波魯裘斯因應個人喜好進行大幅度實戰用改裝的海坎利安相比下已可說是不同的機體，同時也是被排除在亞帝爾斯聯邦製葛雷姆系譜外的異樣存在。
除右臂裝有打突武器「貫針」、左臂內藏壓力槍、雙腳膝蓋側面裝有短距離簡易壓力槍以及雙肩裝有多關節武器「蝎尾」等固定裝備外，還攜帶了一般壓力槍、劍及盾牌等大量的武器。因此，即使是一般高位魔動戰士也僅能進行移動而已，是一架對搭乘者能力極為要求的怪物機種。為了削減因追加裝備而肥大化的重量，腰部周圍並沒有裝備裝甲，上臂與大腿的裝甲也是選用較薄的裝甲，是架與其外觀相反的低防禦力葛雷姆。
此機體的特徵性武器「蝎尾」為開發出艾爾迪米斯的赫派斯博士所設計的，雖然能以肩部裝甲內的石英韌帶迴轉盤為輔助動力，但6個關節內僅有2個能操作，迴轉盤也在使用10次後會因耗損而需要更換，以近接武器而言的評價不高。另外，由於是依靠反作用力進行揮擊，如使用不當會有誤擊自己的可能。
於王都決戰時，右手的「蝎尾」與「貫針」因在勃固山山麓的村莊與帝爾鋒一戰後損壞的關係而換回了初期零件，同時也因重量減輕的關係而裝備了一把大劍，左手則是額外手持一把壓力槍。在與帝爾鋒的一對一死鬥中敗北。
特洛伊
全高：12克哩（9.9公尺）
性能參數：裝甲強度：4、上半身骨架強度：6、下半身骨架強度：5、運動性：7、造價：1、安全性：3
是伊歐上校使用北方領土貝魯根所量產的葛雷姆廢棄的零件特製化的機體。
惡劣的平衡性雖造成了運用上的不易，但仍是架大量使用了艾爾迪米斯等所用的高級零件的稀有葛雷姆。其性能比量產機的拉冬還要低，於戰場上主要是依靠伊歐本身的經驗與實力活躍著。
主力武器的十字片手劍，是貝魯根的名匠為了伊歐上校而耗時3年研磨出來的，號稱是亞帝爾斯內最高硬度的刃物，另外，其造價比特洛伊本身還要高出許多。於兩腳大腿外側設置有壓力槍的掛架，會依戰況的不同裝備短距離型或一般型的壓力槍。肩部裝甲外側裝備的「肩刃」，主要目的是在與敵機擦身而過時也能給予對方傷害。
格拉特斯
全高：12克哩（9.9公尺）
性能參數：裝甲強度：9、上半身骨架強度：8、下半身骨架強度：9、運動性：5、造價：14、安全性：9
亞帝爾斯聯邦軍首次以量產為目標所試作的重量型葛雷姆旗艦機。由於有著消耗太多高剛性的高成本零件，以及手臂的運動性低等問題而放棄量產的機體。
兩手臂的特徵性武器「剪鉗」是像鉅子般以「摩擦」的方式切斷物體，而其手臂是以使用低柔軟性的強化韌帶來換取強力的韌帶馬力。另外，於「剪鉗」內尚內藏有中距離用壓力槍來對應射擊戰。
在紀錄上共製造了3台，其中2台投入實戰配屬給了波魯裘斯大隊的妮姬，但皆被吉爾格駕駛的艾爾迪米斯擊毀。
培洱森柏涅
全高：12克哩（9.9公尺）
性能參數：裝甲強度：7、上半身骨架強度：9、下半身骨架強度：7、運動性：6、造價：8、安全性：8
為巴迪斯專用的指揮官用特裝葛雷姆。與德拉奇亞同樣是使用同一型的葛雷姆為基礎改裝而成。
主要武裝為把柄處內藏有壓力槍的「長槍銃」，於左肩上則是裝有固定型壓力槍「鎖骨鞭」，而該兩樣壓力槍由於都是短距離型的關係威力並不高，主要是用於牽制、威嚇以及測量敵我雙方距離。
於伯格托利亞山口追擊吉爾格時，被以僅存的儲備動力勉強行動的帝爾鋒所投擲的碎片擊中，胸部裝甲因此而破損使得操縱席裸露出來，後被趁隙脫逃出來的吉爾格槍殺。
德拉奇亞
全高：11克哩（9.0公尺）
為阿雷斯專用的指揮官用特裝葛雷姆。其改裝基礎是有著優秀的平衡性，並被當成是指揮官用機母體而衍生出許多特裝機的葛雷姆。
裝備有一把巨大的「戰斧」。於亞拉坎荒野撤退時，被吉爾格以壓力槍掃射背部（操縱席）而毀。
阿奇琉斯
性能參數：裝甲強度：10、上半身骨架強度：13、下半身骨架強度：13、運動性：7、造價：15、安全性：9
所屬於史培爾達部隊的裘貝爾專用的特製葛雷姆。為使用了裘貝爾家的私人財產，請名匠以以最高級的石英打造而成的葛雷姆。
除一部份零件與拉冬有共通性外，完全為單一規格（One-off）的特製零件。單純以性能面而言為亞帝爾斯聯邦現時點的頂級超高性能機，但因應裘貝爾家當家的要求而追加的裝備卻破壞了機體的平衡性。
雙肩上所裝備的劍是使用高裝飾價值的石英製成，於戰鬥時僅僅只是增加自機呆重的無用裝備，雙手裝備的與盾牌一體化的壓力槍，也因重量過多的關係而阻礙到了機體的性能。
於伯格托利亞山口一戰中，被吉爾格以壓力槍擊穿胸部（操縱席）。
歐藍德製葛雷姆（捕獲機）
所屬於史培爾達部隊的德爾頓專用的改裝葛雷姆。為波魯裘斯在阿薩姆政變一戰勝利後所回收得來的葛雷姆。
裝備有一把於把柄裝設了壓力槍的「鐮刀」。於伯格托利亞山口一戰中，頭部被吉爾格用腳扯下後，裸露的操縱席遭受踩擊而毀。
葡理幾亞
蕾朵所搭乘的葛雷姆。裝備有長程壓力槍。以艾爾迪米斯的姊妹葛雷姆所設計而成的，但並未裝備跳躍補正裝置。
於造價上雖為司令官用的葛雷姆，但因進行生產時對輕量型葛雷姆的批判強烈，而無法在各司令間得到好評。
葡理幾亞·改
葡理幾亞的改裝機，為史丹娜專用的葛雷姆。其外擴的肩部裝甲，是史丹娜在進行改裝時骨架訂製錯誤而產生的，但本人卻對像是花一樣綻放的外觀感到高興。
雷克西亞司
以艾爾迪米斯的完全上位機所開發的新型葛雷姆。完成的有傑斯機（Ⅱ型）與布雷德莉卡機（Ⅰ型）共2台。傑斯機在舊阿薩姆國立士官學校與帝爾鋒的戰鬥中嚴重損毀。

### 歐藍德製
量產型葛雷姆
詳細不明，其外部裝甲多以平面構成。與現行使用半球型圓頂來投影外部景象的葛雷姆不同，其駕駛艙內使用的投影器具也是以平面構成的。
將官級葛雷姆
於劇場版外傳小說中登場。其駕駛為歐藍德先遣海兵軍司令。詳細不明，有著比量產機大上兩圈的身軀。
在率領船艦襲擊克里修納西南部港城耶達的戰役中，被亞里歐拉與紫苑以兩人份的魔力擊出的子彈貫穿胸部（操縱席）。

### 阿薩姆王國製
達斐德
阿薩姆王國的主力葛雷姆。其外裝在前國王的意思下雖進行了統一，但卻有著10種以上不同內部構造的機種存在。
於阿薩姆國立士官學校配有數台初期型作為教習用葛雷姆，另於學校中不允許本國外的留學生進行整備。

## 用語

### 地名
克魯森大陸
由於無法從地底採取化石燃料，其文化是以石英為基礎所發展的。確立有被稱為「魔動技術」的石英加工技術體系，而隨著技術的進步，各國家也開始於各地增設石英採集場，但隨著地域的不同，石英的枯竭開始被視為是嚴重的問題，對政治情勢本來就不安定的克魯森大陸來說，此一情況變成了戰爭的火種。
克里修納王國
位於大陸中央的王国。現任元首為克里修納9世。保有的葛雷姆不到200架。與亞帝爾斯、阿薩姆使用著同一種語言（西大陸語）。
王都畢諾登，反應系石英的採集量為克魯森大陸上最大的，且擁有大綠洲的優勢，其水產業相當發達。
亞帝爾斯聯邦
位於大陸西部的軍事大國。首都為伊利歐斯。貝魯根、卡多曼、阿薩姆、邦格拉斯皆為該國領土。保有的葛雷姆超過700架。
因其石英資源枯竭，以克里修納默許歐藍德的軍隊過境至阿薩姆王國為由，對克里修納王國展開了侵略。
阿薩姆王國
由於軍事政變的關係，先後遭到歐藍德與亞帝爾斯聯邦的武力介入，最終則是成為亞帝爾斯聯邦的領土之一。
歐藍德
位於大陸東部位置的宗教大國，與克里修納王國為同盟國，教都為帕拉爾（パラル）。其國土大半都為山岳地帶。
自獨立大戰後與亞帝爾斯聯邦為敵對關係。在對阿薩姆王國的武力介入中敗給亞帝爾斯聯邦後一時轉為非戰派。
原本与波鲁裘斯达成协议，在亚帝尔斯联邦成功攻陷克里修那王国后就瓜分王国的国土，所以一直不予理会赫兹尔的求助，即使派兵进入克里修那也仅仅是派遣经验不足的新兵和旧式格雷姆而且还冷眼旁观克里修那被侵略。结果后期发现只是波鲁裘斯的缓兵之计，如果克里修那真的被攻陷，那么波鲁裘斯在瓜分王国国土期间就可以休养并准备攻打欧蓝德，极少战斗的欧蓝德绝不是身经百战的波鲁裘斯军的对手。现在终于向克里修那伸出援手，其教主仅9岁。
索利納王國
克魯森大陸南西方海上的島國，詳細不明。

### 施設
阿薩姆國立士官學校
阿薩姆王國為培育聯合預備軍，及加深與亞帝爾斯聯邦、克里修納王國的和睦關係所建立的學校。
在創校第31年時，因政變的關係而廢校。
伊利歐斯聯邦兵軍學校
克雷歐與阿利的母校。最少需要6年才能畢業，但克雷歐與阿利只讀了2年就畢業了。
米索藍要塞
克里修納王國西部最大的防衛據點。守備軍的司令官為薩格雷斯上校。
與亞帝爾斯聯邦的討伐軍交戰中同時，因被波魯裘斯無視其存在直接通過的關係，而沒有起到原本的用途。

### 其他
石英
克魯森大陸上的主要工業材料、動力源。子彈、裝甲甚至是紅茶杯等日常用品都是由石英製成的。
石英的種類可細分為柔軟系、傳達系、無反應系、發光系、耐熱系等，而可藉由魔力控制使其伸縮的「柔軟系石英」，會精製成石英韌帶當成動力源來使用，精製後的石英韌帶的伸縮性能，會隨著魔動技術士的精製能力而有所差異。
獨立大戰
在80年前終結的戰爭，為當時被舊亞帝爾斯聯邦行使武力合併的國家（阿薩姆、克里修納等）所發起的。
瓦爾奇烏雷斯部隊
由傑斯擔任隊長的亞帝爾斯軍的強襲部隊。運用艾爾迪米斯的機動力，穿越了以往的葛雷姆無法通過的大溪谷，並對克里修納王國的王都畢諾登發動了侵攻。
史培爾達部隊
僅以特裝機構成的亞帝爾斯精銳部隊。為了打倒吉爾格而由巴迪斯率領出擊。除蕾朵以外的人皆於伯格托利亞山口一戰中戰死。
黃金戒指重裝騎士團
道爾將軍所率領的克里修納軍葛雷姆部隊，旗下成員多為道爾將軍所建的孤兒院出身，有感於道爾將軍的大恩大德，士氣高昂。
無魔力者
100萬人中僅會出現1人的「沒有魔力的存在」。沒有魔力就代表無法使用任何需要魔力控制的產物，經常受到一般人的藐視。
壓力槍
使用石英韌帶進行活塞運動壓縮空氣，藉由空氣壓力的開放使子彈射出的槍類武器的總稱。
配合葛雷姆而大型化的壓力槍因技術上的問題而晚了約60年問世，發展歷史也還未滿5年，而可以用來確保氣缸強度的石英相當稀少且昂貴，製造兩把大型壓力槍的花費等同於一架葛雷姆。
另外，由於工業技術並不發達的關係，子彈僅能製作成四角形。
二、三、四輪系摩托車
為葛雷姆問世前大量使用的驅動系兵器，其輪胎是以劣化柔軟系石英製成。由於無法解決排斥熱與油的石英零件的耗損問題，得不到在使用重兵器或裝甲時所需要的機動力而被排除在戰鬥之外。現多用於探查敵情與情報收集。
貨物拖車
用途為搬運水、食物以及補修用零件，對行軍來說是不可或缺的存在。由於積載量大的關係，移動時需要使用葛雷姆來牽引。其移動速度相當緩慢，移動範圍也因地形適應力而有所限制。

## 設定的由來、變遷
主角機的名稱
主角機的名稱是連載進度直到不得不決定的情形下才取的，而其候補名稱從一開始就有著「デルフィング（Tyrfing）」與「レーガテイン（Laevatain）」，但因為在驚爆危機該作品中已有使用相似的名稱，為避免混亂而選用了「デルフィング」。
名稱的由來
劇中所使用的名稱的由來分別是希臘神話（亞帝爾斯）、北歐神話（克里修納）、舊約聖經（歐藍德），而葛雷姆在基本上並不會特別去取名稱（「拉冬」等葛雷姆的名稱是為了劇場版動畫而取）。
葛雷姆的設計
由於作者不常繪製設定稿的關係，常常會因為忘記細節的造型而使得外形有所差異。而劇場版中所使用的是柳瀬敬之以最新話為基準所整合出來的。
魔力
在實際進行連載前的設定之中可以使用「魔法」來修復葛雷姆的損傷以及詠唱咒文，但由於太過萬能的關係而沒有採用，現於作品中所指的魔力僅為給予石英「命令」的能力。

## 單行本

設定資料集Vol.1

Flex Comix所發行的書籍在銷售商變更為HOLP Shuppan後，於2012年2月1日時進行了重新再版，內容除出版社標示與ISBN碼外與舊版沒有差異。另外銷售商的變更是在連載雜誌移籍前所進行的。
於美國與加拿大發行的英文版單行本，因DC漫畫出版公司負責代理日本漫畫的CMX部門停止營運的關係，僅發行至第3卷。
分別於法國、德國、義大利所發行的單行本，因自SOFTBANK Creative接手的HOLP Shuppan對海外輸出發行有著不同理念，無法繼續取得授權而停止代理發行銷售。台灣、香港所發行的單行本後續則是不明。
於單行本第10卷限定版所附之設定資料集，為此作品的首本設定資料集。
| 集數 | SOFTBANK Creative（絕版）                                        | HOLP Shuppan                                                   | CMX                               | Bamboo Editions                   | TOKYOPOP                              | GP Manga                             | 東立出版社                            |
| ---- | ---------------------------------------------------------------- | -------------------------------------------------------------- | --------------------------------- | --------------------------------- | ------------------------------------- | ------------------------------------ | ------------------------------------- |
| 1    | 2007年4月10日 ISBN 978-4797341423                                | 2012年2月1日 ISBN 978-4593856213                               | 2009年7月7日 ISBN 978-1401218829  | 2010年2月10日 ISBN 978-2350788449 | 2012年5月 ISBN 978-3842004023         | 2010年1月1日 ISBN 978-8864680255     | 2007年9月19日 ISBN 978-986-10-0426-6  |
| 2    | 2007年9月12日 ISBN 978-4797344332                                | 2012年2月1日 ISBN 978-4593856220                               | 2009年12月8日 ISBN 978-1401218836 | 2010年2月10日 ISBN 978-2350788456 | 2012年7月 ISBN 978-3842004030         | 2010年1月1日 ISBN 978-8864680262     | 2009年2月16日 ISBN 978-986-10-0427-3  |
| 3    | 2008年3月12日 ISBN 978-4797347043                                | 2012年2月1日 ISBN 978-4593856237                               | 2010年5月11日 ISBN 978-1401218843 | 2010年4月14日 ISBN 978-2350788913 | 2012年9月 ISBN 978-3842004047         | 2010年1月1日 ISBN 978-8864680279     | 2009年4月30日 ISBN 978-986-10-1618-4  |
| 4    | 2008年9月11日 ISBN 978-4797350159                                | 2012年2月1日 ISBN 978-4593856244                               |                                   | 2010年6月16日 ISBN 978-2350789538 | 2012年11月14日 ISBN 978-3842004054    | 2010年1月1日 ISBN 978-8864680286     | 2009年12月30日 ISBN 978-986-10-2587-2 |
| 5    | 2009年2月10日 ISBN 978-4797352900                                | 2012年2月1日 ISBN 978-4593856251                               | 2010年8月25日 ISBN 978-2818900208 |                                   | 2010年1月1日 ISBN 978-8864680293      | 2010年9月17日 ISBN 978-986-10-3364-8 |                                       |
| 6    | 2009年7月9日 ISBN 978-4797355437                                 | 2012年2月1日 ISBN 978-4593856268                               | 2010年10月6日 ISBN 978-2818900505 | 2010年1月1日 ISBN 978-8864680309  | 2011年11月24日 ISBN 978-986-10-4103-2 |                                      |                                       |
| 7    | 2009年12月11日 ISBN 978-4797357547 ISBN 978-4797358094（限定版） | 2012年2月1日 ISBN 978-4593856275 ISBN 978-4593856282（限定版） | 2010年12月1日 ISBN 978-2818901748 | 2010年1月1日 ISBN 978-8864681184  | 2012年1月4日 ISBN 978-986-10-5004-1   |                                      |                                       |
| 8    | 2010年5月26日 ISBN 978-4797359671                                | 2012年2月1日 ISBN 978-4593856299                               | 2011年4月6日 ISBN 978-2818902714  | 2011年4月7日 ISBN 978-8864684192  | 2012年2月9日 ISBN 978-986-10-5821-4   |                                      |                                       |
| 9    | 2010年12月11日 ISBN 978-4797362954 ISBN 978-4797362992（限定版） | 2012年2月1日 ISBN 978-4593856305 ISBN 978-4593856312（限定版） | 2011年7月20日 ISBN 978-2818903285 | 2012年4月19日 ISBN 978-8864684208 | 2012年5月10日 ISBN 978-986-10-7009-4  |                                      |                                       |
| 10   | 2011年8月12日 ISBN 978-4797366280 ISBN 978-4797366297（限定版）  | 2012年2月1日 ISBN 978-4593856329 ISBN 978-4593856336（限定版） | 2012年5月9日 ISBN 978-2818907030  |                                   | 2012年10月5日 ISBN 978-986-10-8595-1  |                                      |                                       |

自2012年開始叢書標籤隨著連載雜誌移籍變更為『流星COMICS』，單行本的銷售商也改為由HOLP Shuppan進行。2013年7月時以每月2卷的方式發行了1～10卷的新裝版，除封面更新與封面編排設計統一外，刊載內容進行了一定程度的加筆修正，以及分散收錄了一部份刊載於設定資料集Vol.1與2的內容。
| 集數 | HOLP Shuppan                                                        |
| ---- | ------------------------------------------------------------------- |
| 1    | 2013年7月20日 ISBN 978-4-593-85738-8（新裝版）                      |
| 2    | 2013年7月20日 ISBN 978-4-593-85739-5（新裝版）                      |
| 3    | 2013年8月20日 ISBN 978-4-593-85743-2（新裝版）                      |
| 4    | 2013年8月20日 ISBN 978-4-593-85744-9（新裝版）                      |
| 5    | 2013年9月20日 ISBN 978-4-593-85751-7（新裝版）                      |
| 6    | 2013年9月20日 ISBN 978-4-593-85752-4（新裝版）                      |
| 7    | 2013年10月20日 ISBN 978-4-593-85753-1（新裝版）                     |
| 8    | 2013年10月20日 ISBN 978-4-593-85754-8（新裝版）                     |
| 9    | 2013年11月20日 ISBN 978-4-593-85758-6（新裝版）                     |
| 10   | 2013年11月20日 ISBN 978-4-593-85759-3（新裝版）                     |
| 11   | 2012年11月20日 ISBN 978-4-593-85710-4 ISBN 978-4593857111（限定版） |
| 12   | 2013年6月20日 ISBN 978-4-593-85733-3                                |
| 13   | 2014年5月20日 ISBN 978-4-593-85776-0                                |
| 14   | 2015年4月20日 ISBN 978-4-593-85803-3                                |
| 15   | 2016年3月30日 ISBN 978-4-593-85830-9                                |
| 16   | 2017年8月8日 ISBN 978-4593-85865-1                                  |
| 17   | 2018年12月12日 ISBN 978-4866-75042-2                                |
| 18   | 2020年3月18日 ISBN 978-4-86675-098-9                                |
| 19   | 2022年10月12日 ISBN 978-4-86675-245-7                               |
| 20   | 2022年10月12日 ISBN 978-4-86675-246-4                               |

## 劇場版動畫
於2010年5月到2011年6月之間順次上映，為片長各約50分鐘的全6部作短篇劇場作品。另由於原作尚未結束的關係，自第五章後半開始為劇場版原創的劇情（劇本於2010年3月時完成）。 
第一章 覺醒之刻
2010年5月29日上映。片長51分鐘。
第二章 訣別之路
2010年6月26日上映。片長51分鐘。
第三章 凶刃之痕
2010年9月25日上映。片長47分鐘。
第四章 慘禍之地
2010年10月30日上映。片長49分鐘。
第五章 死線之涯
2011年1月22日上映。片長47分鐘。
第六章 慟哭之寨
2011年3月26日上映。片長52分鐘。

### 海外發行、上映
- 台灣由曼迪傳播取得授權，於2011年6月30日時開始發行DVD。
- 香港由新一影業與洲立影藝合作，於2011年9月4日、10日、17日在MCL德福戲院上映。

### 主要製作人員
- 總監督：網野哲郎
- 監督：羽原信義
- 脚本：十川誠志
- 人物設定：乗田拓茂
- 機械設定：柳瀨敬之
- 機械導演：松村拓哉
- 道具設定：山田隆裕、枝松聖
- 美術監督：小濱俊裕（美峰）
- 色彩設計：關本美津子
- 音響監督：鶴岡陽太
- 音樂：平野義久
- 音響效果：倉橋裕宗（SOUND BOX）
- 編輯：伊藤潤一（JAY FILM）
- 動畫製作：Production I.G、XEBEC

### 各章列表
| 章數   | 日文標題 | 中文標題 | 劇本     | 分鏡              | 演出                       | 角色 作畫監督              | 機械 作畫監督                     | 角色 總作畫監督   | 機械 總作畫監督 | 作畫監督                   |
| ------ | -------- | -------- | -------- | ----------------- | -------------------------- | -------------------------- | --------------------------------- | ----------------- | --------------- | -------------------------- |
| 第一章 |          | 覺醒之刻 | 十川誠志 | 網野哲郎          | 羽原信義 孫承希            | 乘田拓茂                   | 松村拓哉                          | 不適用            | 不適用          | 不適用                     |
| 第二章 |          | 訣別之路 | 十川誠志 | 寺岡巌            | 吉村章                     | 鎌田晉平 江上夏樹          | 松田寬 福島秀機                   | 乘田拓茂          | 松村拓哉        | 不適用                     |
| 第三章 |          | 凶刃之痕 | 十川誠志 | 榎本明廣          | 山口武志 羽原信義          | 藤原未來夫 小林千鶴        | 前田明壽                          | 乘田拓茂          | 不適用          | 不適用                     |
| 第四章 |          | 慘禍之地 | 十川誠志 | 德土大介          | 德土大介 北條史也          | 肥塚正史                   | 重田智 伊藤浩二                   | 乘田拓茂          | 松村拓哉        | 不適用                     |
| 第五章 |          | 死線之涯 | 十川誠志 | 吉川博明          | 高橋秀彌 羽原信義          | 不適用                     | 不適用                            | 乘田拓茂          | 松村拓哉        | 小林千鶴 竹谷今日子 朴性厚 |
| 第六章 |          | 慟哭之寨 | 十川誠志 | 網野哲郎 羽原信義 | 網野哲郎 羽原信義 高橋秀彌 | 乘田拓茂 小林千鶴 松川哲也 | 前田明壽 立山信也 朴性厚 松村拓哉 | 乘田拓茂 小林千鶴 | 松村拓哉        | 不適用                     |

### 主題歌
片頭曲
「Fate」
作詞、作曲、歌：KOKIA，編曲：伊藤真澄
片尾曲
「SERIOUS-AGE」（第1－5章）
作詞：畑亞貴，作曲、編曲：藤間仁（Elements Garden），歌：飛蘭
（第6章）
作詞、作曲、歌：KOKIA，編曲：伊藤真澄
插曲
「無盡的思念（ヲモイ）」（第4章）
作詞、歌：KOKIA，作曲、編曲：伊藤真澄

### 圖片短劇
於BD及DVD之中所收錄的特典影像。
- 第一章「大陸曆784年於阿薩姆國立士官學校的某處」
- 第二章「伊利歐斯聯邦兵軍學校」
- 第三章「克里修納9世，御前比試」
- 第四章「米列尼爾部隊，成立！」
- 第五章「潛入！波魯裘斯宅邸」
- 第六章「對抗命運」

### CD
- 片頭曲「Fate」2010年5月26日發售
- 片尾曲「SERIOUS-AGE」2010年5月26日發售
- 「破刃之劍」番外篇廣播劇CD 2010年11月24日發售

### BD／DVD
- 第一章 「覺醒之刻」2010年7月23日發售
- 第二章 「訣別之路」2010年8月27日發售
- 第三章 「凶刃之痕」2011年1月28日發售
- 第四章 「慘禍之地」2011年2月25日發售
- 第五章 「死線之涯」2011年5月27日發售
- 第六章 「慟哭之寨」2011年7月22日發售

## 電視動畫
從2014年4月6日開始，以劇場版的畫面進行重新編輯成全12話的電視TV由TOKYO MX等電視台開始放送。另補回劇場版沒有繪製的「吉爾格對史培爾達部隊」的戰鬥場面。

### 主題歌
片頭曲「Junction heart」
作詞：畑亞貴，作曲、編曲：加藤裕介，歌：佐咲紗花
片尾曲
作詞、歌：結城愛良，作曲、編曲：加藤裕介

### 各話列表
| 話數     | 日文標題 | 中文標題                 | 劇本                | 分鏡              | 演出                       | 角色 作畫監督                | 機械 作畫監督                     | 作畫監督                   | 對應電影版 |
| -------- | -------- | ------------------------ | ------------------- | ----------------- | -------------------------- | ---------------------------- | --------------------------------- | -------------------------- | ---------- |
| 第一話   |          | Un Sorcerer 無魔力者     | 十川誠志            | 網野哲郎          | 羽原信義 孫承希            | 乘田拓茂                     | 松村拓哉                          | 不適用                     | 第一章     |
| 第二話   |          | Under Golem 古代巨兵     | 十川誠志            | 網野哲郎          | 羽原信義 孫承希            | 乘田拓茂                     | 松村拓哉                          | 不適用                     | 第一章     |
| 第三話   |          | Not Bad 停戰交涉         | 十川誠志            | 寺岡巖            | 吉村章                     | 鎌田晉平 江上夏樹            | 松田寬 福島秀機                   | 不適用                     | 第二章     |
| 第四話   |          | Close Combat 近接戰鬥    | 十川誠志            | 寺岡巖            | 吉村章                     | 鎌田晉平 江上夏樹            | 松田寬 福島秀機                   | 不適用                     | 第二章     |
| 第五話   |          | Counter Attack 逆擊強襲  | 十川誠志            | 榎本明廣          | 山口武志                   | 藤原未來夫 乘田拓茂 小林千鶴 | 前田明壽 松村拓哉 伊藤浩二        | 不適用                     | 第三章     |
| 第六話   |          | Whirl Wind 疾風怒濤      | 十川誠志            | 榎本明廣          | 山口武志                   | 藤原未來夫 乘田拓茂 小林千鶴 | 前田明壽 松村拓哉 伊藤浩二        | 不適用                     | 第三章     |
| 第七話   |          | Night Before 出擊前夜    | 十川誠志            | 德土大介          | 德土大介 北條史也          | 肥塚正史                     | 重田智 伊藤浩二                   | 不適用                     | 第四章     |
| 第八話   |          | Waste Land 死地凶變      | 十川誠志            | 德土大介          | 德土大介 北條史也          | 肥塚正史                     | 重田智 伊藤浩二                   | 不適用                     | 第四章     |
| 第九話   |          | Show Down 龍虎宣戰       | 十川誠志            | 吉川博明          | 高橋秀彌 羽原信義          | 不適用                       | 不適用                            | 小林千鶴 朴性厚 竹谷今日子 | 第五章     |
| 第十話   |          | Lightning Speed 神速無雙 | 十川誠志 谷村大四郎 | 吉川博明 松村拓哉 | 孫承希 高橋秀彌 羽原信義   | 不適用                       | 不適用                            | 小林千鶴 朴性厚 竹谷今日子 | 第五章     |
| 第十一話 |          | Last Stand 要害堅固      | 十川誠志 谷村大四郎 | 網野哲郎 羽原信義 | 網野哲郎 羽原信義 高橋秀彌 | 不適用                       | 前田明壽 立山信也 朴性厚 松村拓哉 | 乘田拓茂 小林千鶴 松川哲也 | 第六章     |
| 第十二話 |          | Endless Fate 永劫回歸    | 十川誠志            | 網野哲郎 羽原信義 | 網野哲郎 羽原信義 高橋秀彌 | 不適用                       | 前田明壽 立山信也 朴性厚 松村拓哉 | 乘田拓茂 小林千鶴 松川哲也 | 第六章     |

### 播放電視台
日本深夜動畫：下文記載的日本国内播放時間使用日本標準時間（UTC+9）表示。因為部分時間标识會採用30小时制，因此請留意这类超过24:00的时间，其實際播放時間為翌日清晨。
| 播放地區 | 播放電視台        | 播放日期              | 播放時間（UTC+9）         | 所屬聯播網 | 備註         |
| -------- | ----------------- | --------------------- | ------------------------- | ---------- | ------------ |
| 東京都   | TOKYO MX          | 2014年4月6日－6月22日 | 星期日 23時00分－23時30分 | 獨立UHF局  |              |
| 日本全國 | PlayStation Store | 2014年4月6日－6月22日 | 星期日 23時00分 更新      | 網絡電視   | [ 注 13 ]    |
| 兵庫縣   | SUN電視台         | 2014年4月6日－6月22日 | 星期日 25時30分－26時00分 | 獨立UHF局  |              |
| 日本全國 | AT-X              | 2014年4月7日－6月23日 | 星期一 20時30分－21時00分 | 衛星電視   | 有重播       |
| 日本全國 | BS11              | 2014年4月8日－6月24日 | 星期二 24時30分－25時00分 | 衛星電視   | ANIME+節目   |
| 日本全國 | 萬代頻道          | 2014年4月20日－7月6日 | 星期日 12時00分 更新      | 網絡電視   |              |
| 日本全國 | NICONICO直播      | 2014年8月22日         | 星期五 19時00分－24時14分 | 網絡電視   | 12話連續播放 |

### BD-BOX
2014年8月27日發售的Blu-ray BOX，收錄有電視動畫版12話、新作短篇影像「Virgins War」、劇場版影像光碟所收錄的圖片短劇、BD原聲帶以及外傳小說的實體書籍。

## OVA
配合電視動畫版的播出，以吉永裕之介所繪製的原案製作的外傳OVA 。
片長預計為1小時，劇情內容為講述距今約100年後的近未來，帝爾鋒被製造出來的當時，在緬甸所遭遇到的事情。

## 劇場版外傳小說
自2010年4月16日開始於『GA Graphic』網站上以劇場版的世界觀為基礎所連載的原創外傳小說，與漫畫原作劇情無直接關聯，共12話。

### 故事簡介
擁有天才般的葛雷姆操縱技術的15歲少年－
亞里歐拉與少女紫苑的相遇、葛雷姆之間的激烈戰鬥，被暗中活躍的世界情勢所翻弄的亞里歐拉與紫苑的命運將會是！？——

## 相關商品
塑膠組裝模型
- 壽屋「1／60 帝爾鋒」 2010年5月發售
- 壽屋「1／60 艾爾迪米斯」 2010年7月發售
- 壽屋「1／60 法布尼爾（一般機）」2010年8月發售
- 壽屋「1／60 法布尼爾（巴魯德機）」2010年11月發售

完成品模型
- 千値練「RIOBOT 帝爾鋒（第二型態）」2010年9月發售
- 千値練「RIOBOT 帝爾鋒（第三型態）」2011年5月發售

## Web廣播
主要以「克里修納王室新聞部」與「克里修納王宮女官室」2種節目組成，共8回。
概要
- 配信：animateTV
- 名稱：「Bleb・Radio」
- 配信日期：2010年4月30日～9月14日（隔週星期五）

主持人
- 克里修納王室新聞部
  - 保志総一朗（萊卡特·亞羅）
  - 中村悠一（荷之爾）
- 克里修納王宮女官室
  - 斎藤千和（西宮·艾兒絲黛爾）
  - 花澤香菜（克雷歐·薩布拉夫）

## 外部連結
- （日語）COMIC流星 （页面存档备份，存于）（漫畫連載網站）
- （日語）COMIC流星頻道 （页面存档备份，存于）（重新連載網站）
- （日語）破刃之劍責任編輯的X（前Twitter）
- （日語）TV版破刃之劍動畫公式官網 （页面存档备份，存于）（原為劇場版公式網站）
  - （日語）破刃之劍官方部落格
- （日語）破刃之劍官方帳號的X（前Twitter）
- （简体中文）破刃之剑电视版爱奇艺独播专区 （页面存档备份，存于）